# Temple de Thésée (Vienne)

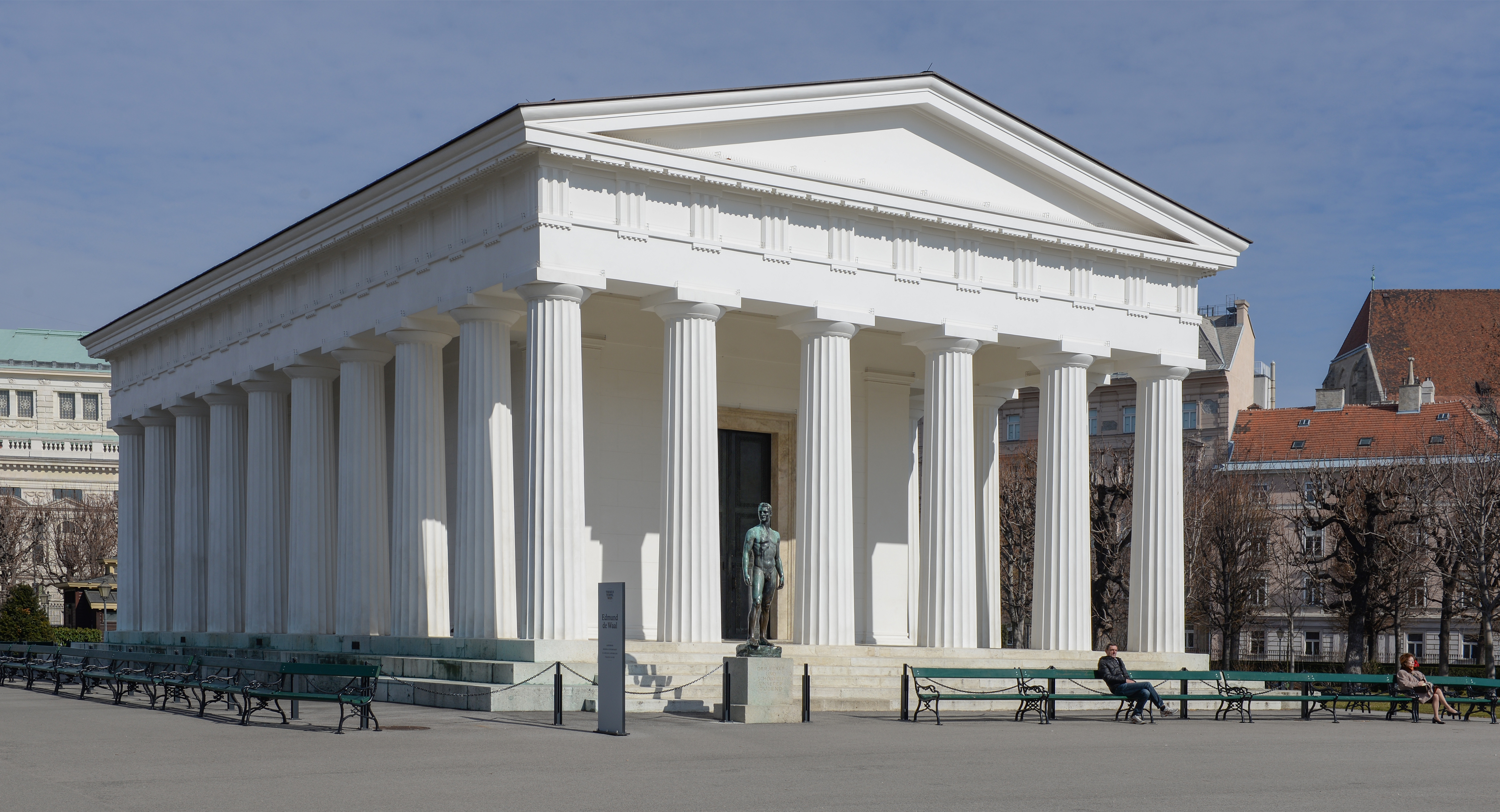
Temple de Thésée après sa restauration (2015)

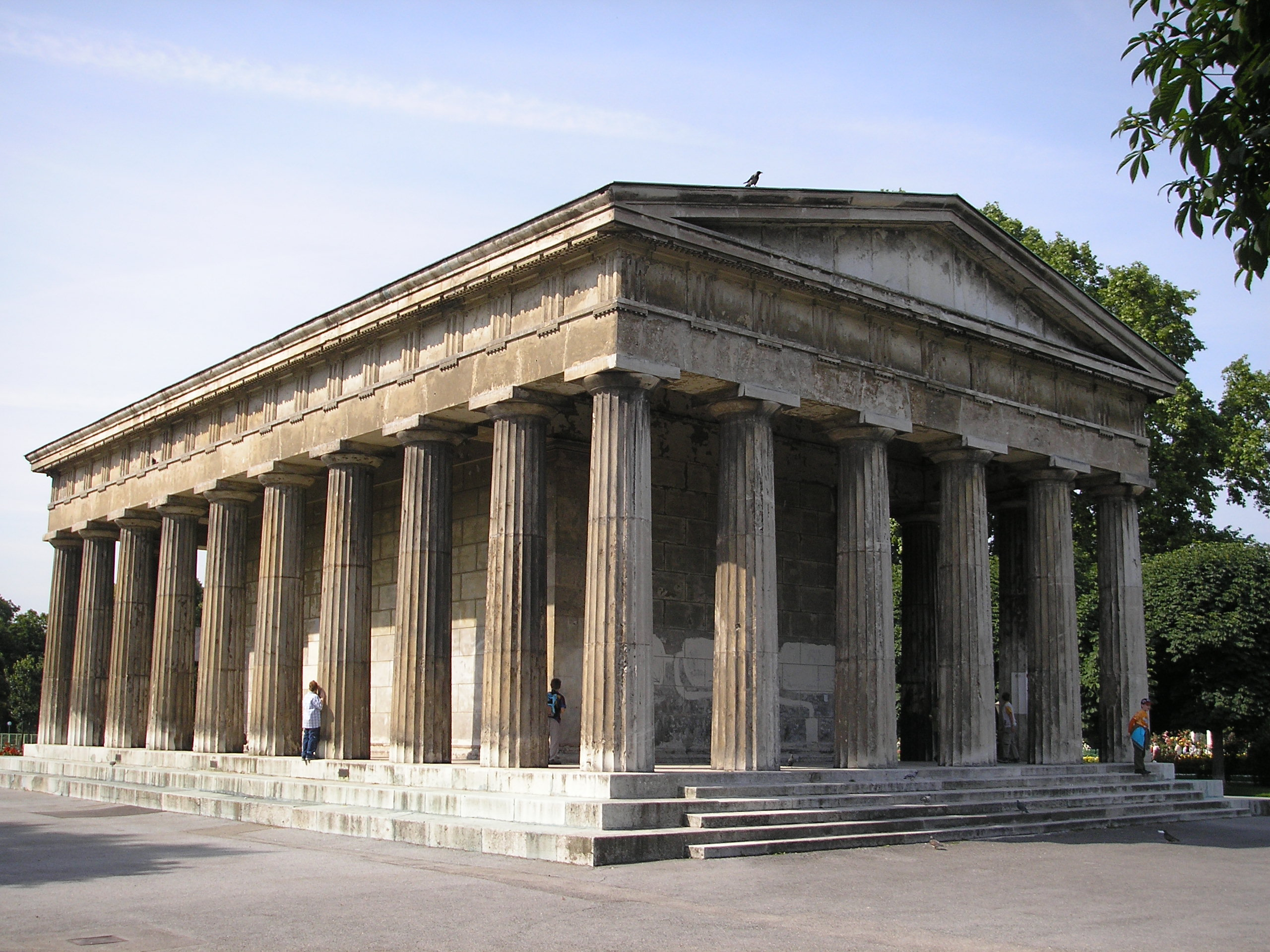
Temple de Thésée en 2006

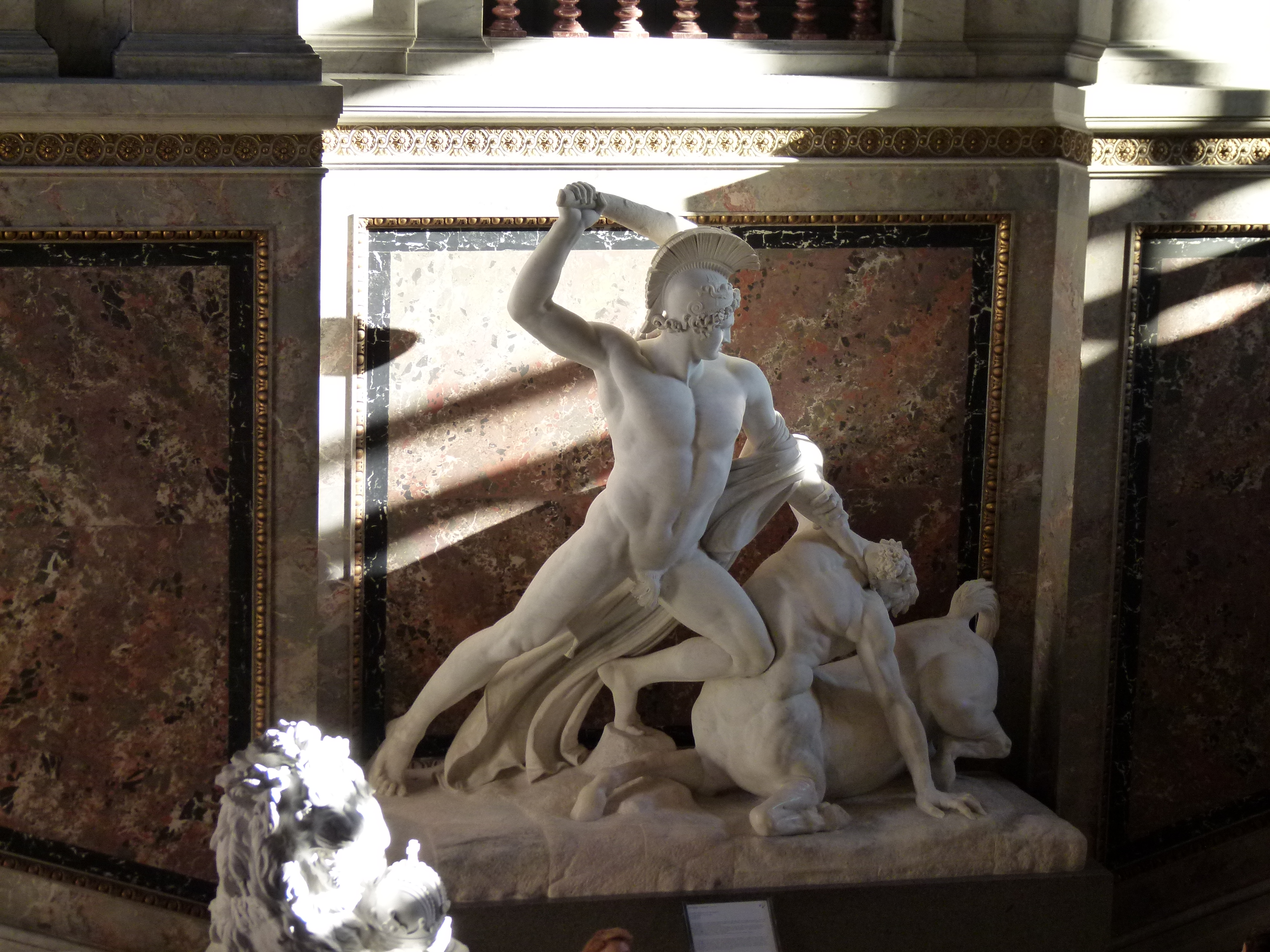
La sculpture Thésée de Canova, maintenant au Kunsthistorisches Museum

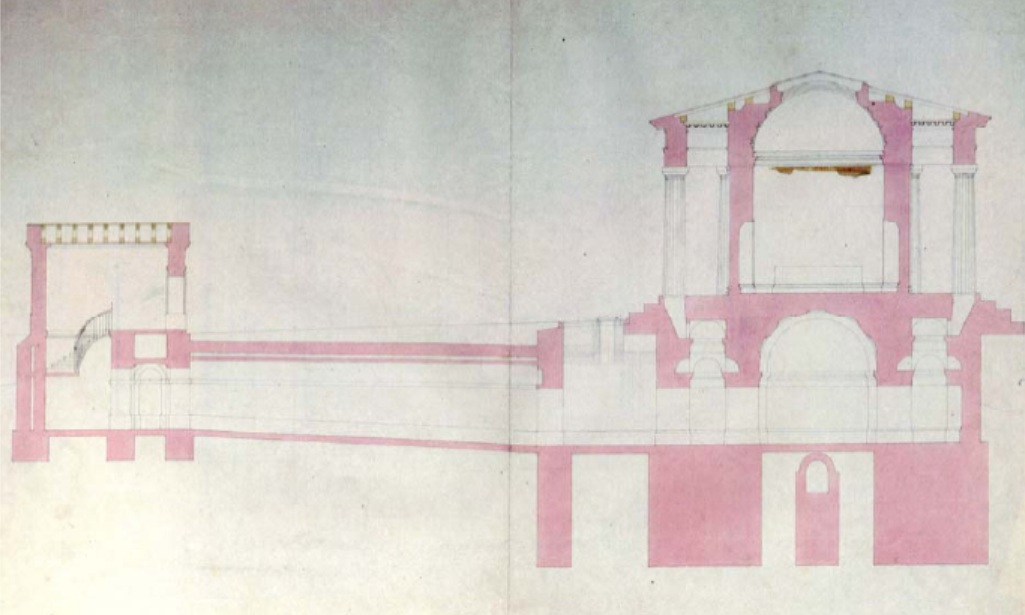
Plan en coupe de Nobile montre la crypte

Le temple de Thésée est un bâtiment néo-classique situé dans le parc Volksgarten dans le centre-ville de Vienne. 

## Architecture
Le temple a été construit de 1819 à 1823 en style néo-grec par l'architecte Peter von Nobile. Il repose sur une structure à gradins en trois parties et les dimensions extérieures sont de 14 × 24,7 m pour une hauteur totale de 10,5 m. En termes techniques, la structure est un périptère avec six et dix colonnes. Un pronaos (antichambre) et un opisthodome (hall arrière) jouxtent la cella (pièce principale). Les métopes entre les triglyphes n'ont pas de motifs. Le tympan (pignon au-dessus du linteau) est également vide. Cette réplique à échelle réduite du Temple de Thésée d'Athènes a été utilisée pour abriter la sculpture Thésée et le Centaure créée par Antonio Canova. Canova a aidé à construire le temple. Étant donné que le bâtiment se trouve sur la zone de l'ancien fossé, les murs de fondation ont dû descendre très profondément . 
La sculpture de Canova a été transférée au Kunsthistorisches Museum en 1890 et se trouve toujours dans le palier intermédiaire de l'escalier principal. Aujourd'hui, le temple sert de cadre à des expositions temporaires. 
À l'instigation du Gauleiter et gouverneur du Reich de Vienne Baldur von Schirach, l'architecte Hanns Dustmann devait créer la partie architecturale inachevée de la Heldenplatz à partir de 1940 - l'aile nord-ouest de la Nouvelle Hofburg n'avait pas été construite. Dustmann n'a pas prévu d'achever le jumeau manquant de l'aile sud-est déjà existante, mais a conçu Heldenplatz comme une zone de parade pavée avec une ligne de vue ouverte vers le Ring, sur la base des modèles d'Hitler. Le temple de Thésée aurait dû être déplacé vers l'axe central de la Heldenplatz. Le temple devait être érigé sur une sous-structure d'environ dix mètres de haut basée sur le modèle du Walhalla près de Donaustauf et complété par de larges structures sur les côtés afin de l'adapter à l'espace rectangulaire monumental . 
De 2008 à 2010, une rénovation complète du bâtiment a été réalisée. Le temple a de nouveau reçu sa couleur blanche immaculée d'origine . 

## Expositions
- 2011 Andy Hope 1930 : Détour - Paysage en cours II
- 2011 André Butzer
- 2014 Edmund de Waal : Lichtzwang.

## Littérature
- Ruth Strondl: Le temple de Theseus: Dialogue entre art ancien et contemporain - perspectives et concepts visionnaires . Mémoire de maîtrise, Université des arts appliqués, Vienne 2010, (entrée de catalogue / résumé)
- Les monuments d'art de l'Autriche. Dehio Wien Innere Stadt 2003, espaces verts, Volksgarten, architecture, temple Theseus, p. 948.

## Liens web
- Le temple de Thésée à travers les âges commenté la galerie de photos, Hedwige Abraham

## Source de traduction
- (de) Cet article est partiellement ou en totalité issu de l’article de Wikipédia en allemand intitulé « Theseustempel » (voir la liste des auteurs).